# エステルイェートランド地方
エステルイェートランド地方(エステルイェートランドちほう、Östergötland、[ˈœ̂sːtɛrˌjøːtland] ( 音声ファイル))はスウェーデン南部イェータランドの地方の1つ。
スウェーデン語Österは英語のEastやドイツ語のOstに相当し、エステルイェートランドは「東イェータランド」を意味する。その名の通りイェータランド地方の東側にあり、スウェーデン第2の湖 ヴェッテルン湖を挟んだ西側は「西イェータランド」にあたるヴェステルイェートランド地方である。

## 観光
エステルイェートランドには古い城や修道院などがいくつか残されており、観光地となっている。
- イーケネス城
- レフスタッド城（スウェーデン語版）
- ヴァドステーナ修道院
- ヴレタ修道院（スウェーデン語版）
- アルヴァストラ修道院（スウェーデン語版）
- リンショーピング大聖堂